# 2026年冬季奥林匹克运动会黑山代表团
2026年冬季奧林匹克運動會蒙特內哥羅代表團是蒙特內哥羅所派出的第25届冬季奥林匹克运动会代表團。這是該國第五次參加冬季奧運會。

## 高山滑雪
蒙特內哥羅已有一男取得高山滑雪參賽資格。